# Regulatorzy (hrabstwo Lincoln)
Lincoln County Regulators - "Regulatorzy" - to frakcja biorąca udział w wojnie w hrabstwie Lincoln, w 1878 roku w zorganizowanym Terytorium Nowego Meksyku hrabstwa Lincoln. Związani byli z Tunstallem, którego śmierć rozpoczęła te wydarzenia, oraz McSweenem. Tunstall zamordowany został przez ludzi szeryfa Brady'ego i konkurencję - firmę Murphy-Dolan. Zwolennicy tej ostatniej zwani byli "Chłopcami". Regulatorzy byli odpowiedzialni m.in. za zabójstwo szeryfa Brady'ego, oraz zabójstwo Robertsa - byłego łowcy bizonów.
Po słynnej Bitwie o Lincoln (14-15 lipca) wezwane zostało przez "Chłopców" wojsko. 19 lipca miała miejsce obrona domu McSweena, w której brał udział m.in. Billy Kid. McSween zginął, a Regulatorzy przegrali wojnę. Większość z nich schroniła się w górach. Poszli w rozsypkę, lub dołączyli do którejś z wielu band, jakie powstały w okręgu Lincoln w tym czasie.
Do najważniejszych z nich zaliczyć można postaci takie jak: Dick Brewer, Billy Kid, Tom O'Foliard i Charlie Bowdry. Ostatnia dwójka zginęła w 1881 roku podczas obławy na bandę Kida. Ich śmierć zobrazowana została w pierwszych scenach filmu Pat Garrett i Billy Kid. Sam Kid zginął jeszcze w tym samym roku.